# Liste der Monuments historiques in Saint-Pierre-de-Mons
Die Liste der Monuments historiques in Saint-Pierre-de-Mons führt die Monuments historiques in der französischen Gemeinde Saint-Pierre-de-Mons auf.

## Liste der Objekte
| Bezeichnung      | Beschreibung            | Standort                       | Kennzeichnung | Schutzstatus | Datum | Bild |
| ---------------- | ----------------------- | ------------------------------ | ------------- | ------------ | ----- | ---- |
| Prozessionskreuz | Kupfer, 16. Jahrhundert | in der Kirche St-Pierre (Lage) | PM33000758    | Classé       | 1971  |      |